# Changzhi
För andra betydelser, se Changzhi (olika betydelser).
Changzhi, tidigare romaniserat Changchih, är en stad på prefekturnivå i Shanxi-provinsen i norra Kina. Den ligger omkring 160 kilometer söder om provinshuvudstaden Taiyuan.
Changzhi är ett industriellt centrum och ett kommunikationsnav i regionen. Staden har funnits åtminstone sedan Shangdynastin (1600?- 1046 f.Kr.) och kallades Luan fram till 1912

## Administrativ indelning
Changzhi består av fyra stadsdistrikt och åtta härad:
- Stadsdistriktet Luzhou - 潞州区Lùzhōu qū , bildat 2018 av stadsdistrikten Chengqu och Jiao
- Stadsdistriktet Lucheng - 潞城区 Lùchéng qū
- Stadsdistriktet Shangdang - 上党区 Shàngdǎng qū
- Stadsdistriktet Tunliu - 屯留区 Túnliú qū

- Häradet Huguan - 壶关县 Húguān xiàn
- Häradet Licheng - 黎城县 Líchéng xiàn
- Häradet Pingshun - 平顺县 Píngshùn Xiàn
- Häradet Qin - 沁县 Qìn xiàn
- Häradet Qinyuan - 沁源县 Qìnyuán xiàn
- Häradet Wuxiang - 武乡县 Wǔxiāng xiàn
- Häradet Xiangyuan - 襄垣县 Xiāngyuán xiàn
- Häradet Zhangzi - 长子县 Zhǎngzǐ xiàn

## Klimat
Genomsnittlig årsnederbörd är 705 millimeter. Den regnigaste månaden är juli, med i genomsnitt 243 mm nederbörd, och den torraste är december, med 4 mm nederbörd.